# فرناندو رودريغيز (لاعب كرة قدم)
فرناندو رودريغيز (بالإسبانية: Fernando Rodríguez)‏ هو لاعب كرة قدم أرجنتيني، ولد في 2 يونيو 1976. لعب مع خوان أوريتش.